# Народження Сталевого Щура
«Народження Сталевого Щура» (англ. A Stainless Steel Rat is Born) — фантастичний роман американського письменника Гаррі Гаррісона, що входить в серію Сталевий Щур. Перший у серії, цей роман описує початок кар'єри Сталевого Щура. Виданий у 1985 році. На думку англійського критика Дейвіда Ленгфорда, книга хоч і не дотягує до рівня першої в серії, але вельми до цього близька.

## Сюжет
Сюжет оповідає про жителя планети Біт О'Хевен (зустрічається варіант «Райський Куточок») Джеймса Болівара ді Гризе. Життя на його планеті нудне, а сам Джим значно розумніший за інших людей, через що погано вписується в суспільство. З дитинства він займався дрібними крадіжками з допомогою пристосувань власного винаходу. Подорослішавши, він вирішив набратися досвіду у своїх більш досвідчених колег. З цією метою він пограбував банк і спеціально дав себе зловити. Однак незабаром Джим зрозумів, що ті, кого він зустрів у в'язниці, не більше ніж невдахи в кримінальній сфері, а справжні професіонали ніколи не попадаються. Наступною його метою став легендарний злочинець на прізвисько «Слон». Вважаючи, що йому не вдасться самому вийти на Слона, Джим став імітувати його злочини, щоб Слон сам вийшов на нього. Незабаром після їх зустрічі щодо Слона порушують кримінальну справу, і після того, як Джим рятує його, Слон погоджується взяти його в учні. Разом вони потрапляють на планету, де панує середньовіччя, і де Слон гине. Джиму вдається помститися за його смерть, проте він сам потрапляє до поліції. Але через те, що Галактична Ліга, що захопила його, займалася набагато більш великими справами, йому дозволяють втекти.

## Переклади українською
- Гаррі Гаррісон. Народження Сталевого Щура. Переклад з англійської: Вікторія Зенгва. Харків: КСД, 2016. 286 стор.